# Шестдесет и трети илинойски доброволчески пехотен полк
Вижте пояснителната страница за други значения на Шестдесет и трети пехотен полк.
Шестдесет и третият илинойски доброволчески пехотен полк (63rd Illinois Volunteer Infantry Regiment) е пехотен полк, който се сражава за Армията на съюза (Северните щати) по време на Американската гражданска война (1861-65).
Формиран е в град Ена, Илиной и е мобилизиран от Федералната войска на 10 април 1862 година. Разформирован е на 13 юли 1865 година. В бой умират 68 души, от които двама са офицери, а от болест умират 1 офицер и други 137 мъже (общо 208 смъртни случаи).
Командири на полка:
- Полковник Франсис Моро, уволнил се на 29 септември 1862 година;
- Полковник Джоузъф Би Маккауан, уволнил се заедно с полка.

|  | Тази страница частично или изцяло представлява превод на страницата 63rd Illinois Volunteer Infantry Regiment в Уикипедия на английски. Оригиналният текст, както и този превод, са защитени от Лиценза „Криейтив Комънс – Признание – Споделяне на споделеното“, а за съдържание, създадено преди юни 2009 година – от Лиценза за свободна документация на ГНУ. Прегледайте историята на редакциите на оригиналната страница, както и на преводната страница, за да видите списъка на съавторите. ВАЖНО: Този шаблон се отнася единствено до авторските права върху съдържанието на статията. Добавянето му не отменя изискването да се посочват конкретни източници на твърденията, които да бъдат благонадеждни. |